# Heilige Dreifaltigkeit (Thal)

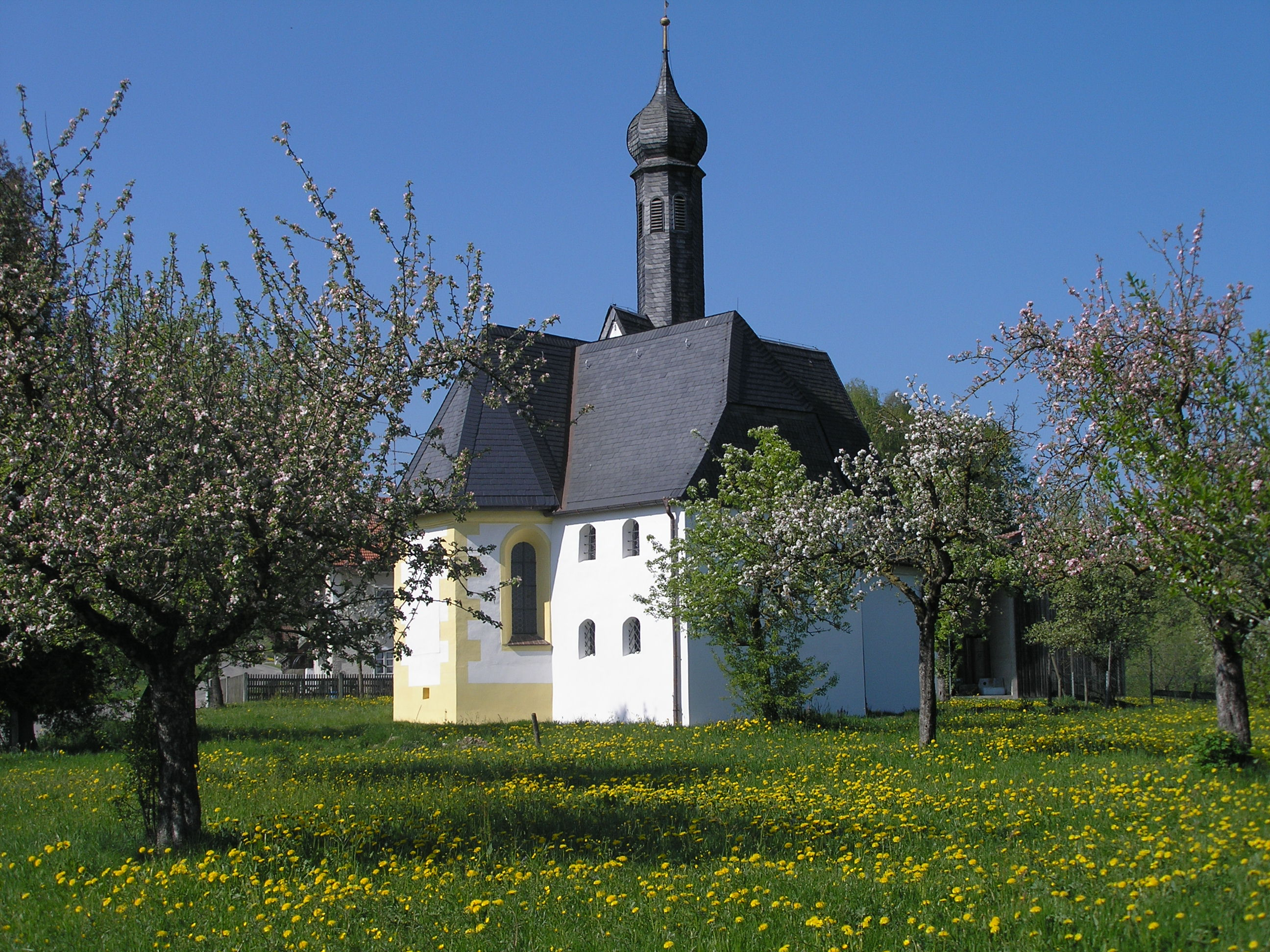
Heilige Dreifaltigkeit in Thal

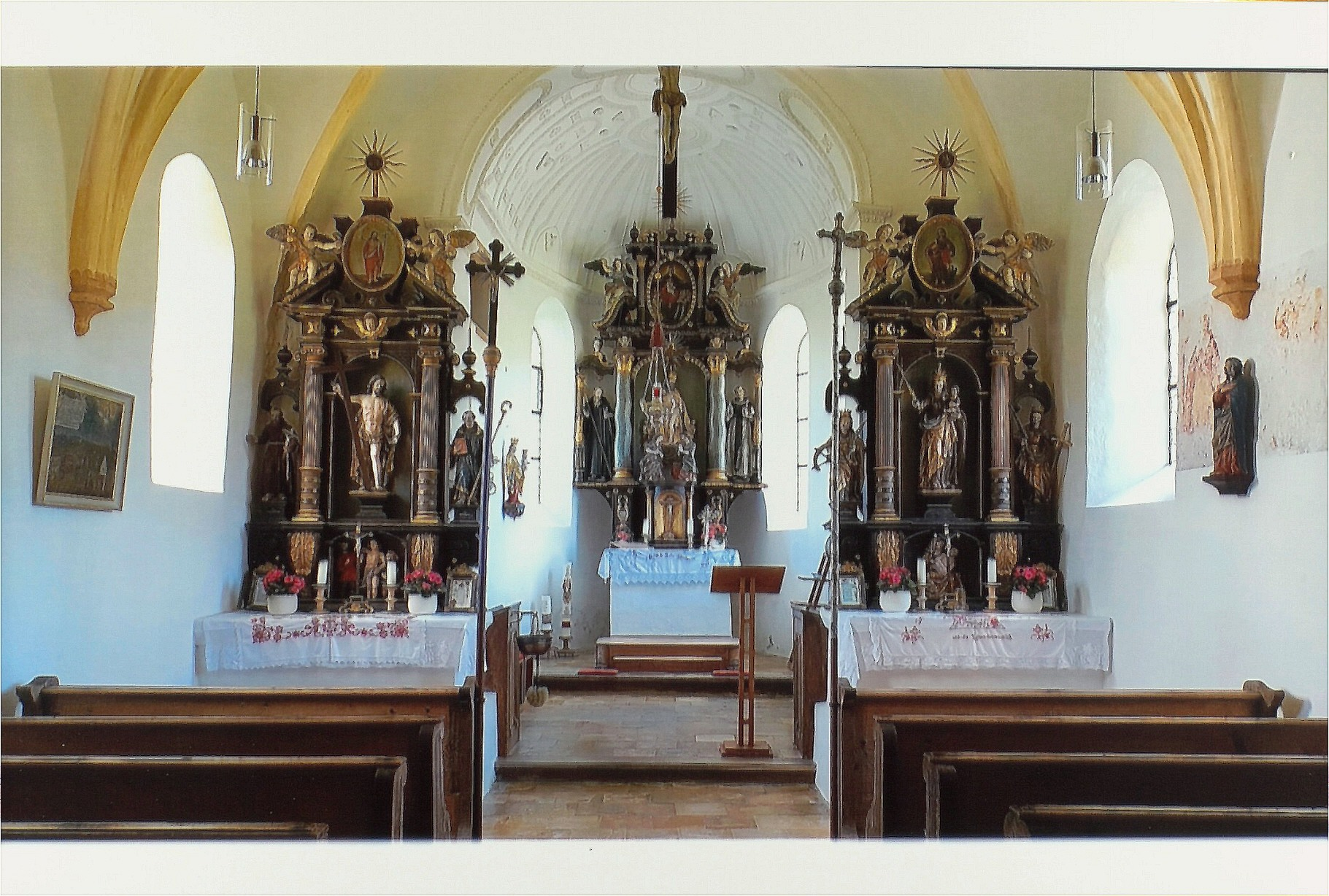
Innenraum

Die römisch-katholische Filialkirche Heilige Dreifaltigkeit steht in Thal, einem Gemeindeteil von Feldkirchen-Westerham im Landkreis Rosenheim. Sie ist in der Liste der Baudenkmäler in Feldkirchen-Westerham unter der Nr. D-1-87-130-45 eingetragen. Die Kirche gehört zum Dekanat Rosenheim im Erzbistum München und Freising.

## Beschreibung
Die Saalkirche besteht aus dem im Kern romanischen Langhaus zu drei Jochen, dem eingezogenen, dreiseitig geschlossenen Chor aus dem 16. Jahrhundert im Osten, der Sakristei mit Oratorium im Obergeschoss an der Nordwand des Chors und einem Vorbau mit dem Portal an der Westwand des Langhauses. Auf dem Dach des Kirchenschiffs erhebt sich ein Dachreiter mit abschließender Zwiebelhaube. Die Kirche wurde im 17. Jahrhundert barock umgebaut.